# Луб'яна
Луб'я́на — село в Україні, у Стрийському районі Львівської області. Населення становить 209 осіб. Орган місцевого самоврядування - Тростянецька сільська рада.

## Назва
Пов'язана зі словом «луб», що означає «липове лико». У 1990 р. назву села Луб'яне було змінено на одну літеру.

## Історія
Розпочинається вона у цього села 20 жовтня 1421 року. Того дня польський король Ягайло підписав дозвіл шляхтичеві Вінсенту Лонці, аби він заснував власне поселення між селами Красів та Щирець. Через десятиліття, 1431-го, той самий Ягайло додав Лонці землі над річкою Зуброю і дозволив встановити у новому поселенні посаду війта. Відтак село почало швидше заселятися. У 1504 році король віддав село Рафаїлові зі Сеняви . А вже 1515 року поселення було розділене на Великі й Малі Луб'яни. Обидва перебували у володінні різних власників: Великі Луб'яни — в Опоровського, а Малі Луб'яни — у головного львівського митаря Вільчека.
У 1578 році Великі й Малі Луб'яни перейшли до власності родини Вілчків (15,5 лана землі). Королівський наділ у селах становив 3,5 лана. До речі, обидва наділи — і панський, і королівський, мали окремих священиків. Панщину в Луб'яній селяни мали відробляти більше часу, аніж у навколишніх селах. Саме через це селяни багато разів зверталися зі скаргами до короля.
Внаслідок татарських нападів 1618—1620, а потім і 1626 років більш ніж у п'ять разів зменшилась площа орних земель. Збідніння населення сприяло появі розбійників. Так 17 червня 1648 року декілька селян напали на монаха-кармеліта з львівського монастиря та його супутників. Монах гнав із Жидачева воли дорогою повз Луб'яну.
Восени 1648 року село знищила орда. Як наслідок, після воєн, у 1661 році в Луб'яній зафіксовано всього лиш два лани орної землі.
У 1711 році у селі працювали три броварні. Їх орендували євреї відповідно за 500, 200 та 160 золотих на рік. Відомо, що того року Луб'яна перебувала у власності відразу трьох панів. А 1757 році частину села виділено луб'янському війтові в управління. Таке війтівство проіснувало до 1828 року. А щодо населення, то 1787 році в Луб'яній було 54 хати й окрім них — 20 селянських садиб на хуторі Луб'янка.
Майже до кінця XIX сторіччя селяни Луб'яної потерпали від розливів річки Зубра. У ті часи вона сягала у ширину до 9 метрів, а коли ставала повноводною, заливала луки й сільське пасовисько на місці давнього ставка. У записах збереглися дані, що в дощову погоду на цьому вигоні трясовина затягувала навіть худобу.
У 1788 році в Луб'яній засновано німецьку колонію Лінденфельд (Липове поле). Через 32 роки у ній проживало 17 колоністів, у середньому вони мали по 26-30 моргів землі.
Взяли участь селяни і у революції 1848 року: зібрано 65 підписів під петицією цісареві про поділ Галичини на дві частини — польську та українську. Через кільканадцять років, у 1857 році в Луб'яній нараховувалась 81 хата, у Луб'янці — 4, а у Лінденфельді — 19.
У серпні 1990 року в Луб'янах відбулося посвячення могили січових стрільців. Ця подія ввійшла яскравою сторінкою в історію села.

## Населення

### Мова
Розподіл населення за рідною мовою за даними перепису 2001 року:
| Мова       | Кількість | Відсоток |
| ---------- | --------- | -------- |
| українська | 208       | 99.52%   |
| російська  | 1         | 0.48%    |
| Усього     | 209       | 100%     |